# Liste der Monuments historiques in Grésigny-Sainte-Reine
Die Liste der Monuments historiques in Grésigny-Sainte-Reine führt die Monuments historiques in der französischen Gemeinde Grésigny-Sainte-Reine auf.

## Liste der Immobilien
| Bezeichnung                   | Beschreibung                                                 | Standort                    | Kennzeichnung | Schutzstatus | Datum | Bild           |
| ----------------------------- | ------------------------------------------------------------ | --------------------------- | ------------- | ------------ | ----- | -------------- |
| Castellum 18 der Armee Cäsars | römisches Militärlager zur Belagerung von Alesia, 52 v. Chr. | südöstlich des Ortes (Lage) | PA00112484    | Classé       | 1979  |                |
| Kirche St-Pierre-et-St-Paul   | aus dem 13. und 14. Jahrhundert                              | Rue de l’Eglise (Lage)      | PA00112485    | Inscrit      | 1925  | weitere Bilder |

## Liste der Objekte
| Bezeichnung                                   | Beschreibung                                  | Standort                                  | Kennzeichnung | Schutzstatus | Datum | Bild |
| --------------------------------------------- | --------------------------------------------- | ----------------------------------------- | ------------- | ------------ | ----- | ---- |
| Taufbecken                                    | Kalkstein, 15. Jahrhundert                    | in der Kirche St-Pierre-et-St-Paul (Lage) | PM21001294    | Classé       | 1923  |      |
| Skulptur Petrus                               | Kalkstein, farbig gefasst, um 1500            | in der Kirche St-Pierre-et-St-Paul (Lage) | PM21001295    | Classé       | 1931  |      |
| Skulptur Paulus                               | Kalkstein, farbig gefasst, um 1500            | in der Kirche St-Pierre-et-St-Paul (Lage) | PM21001296    | Classé       | 1974  |      |
| Grabstein                                     | Kalkstein, 13. Jahrhundert                    | in der Kirche St-Pierre-et-St-Paul (Lage) | PM21001297    | Classé       | 1978  |      |
| Skulptur Heiliger Edmund                      | Stein, farbig gefasst, 16. Jahrhundert        | in der Kirche St-Pierre-et-St-Paul (Lage) | PM21003407    | Inscrit      | 1972  |      |
| Sakristeikreuz                                | Kupfer, versilbert, Ende des 17. Jahrhunderts | in der Kirche St-Pierre-et-St-Paul (Lage) | PM21003408    | Inscrit      | 1972  |      |
| Gemälde Tod des heiligen Petrus von Alcantara | Farbe auf Holz, 17. Jahrhundert               | in der Kirche St-Pierre-et-St-Paul (Lage) | PM21003521    | Inscrit      | 1974  |      |